# Artabotrys scortechinii
Artabotrys scortechinii är en kirimojaväxtart som beskrevs av George King. Artabotrys scortechinii ingår i släktet Artabotrys och familjen kirimojaväxter. Inga underarter finns listade i Catalogue of Life.